# Inge Krenn
Inge Krenn (1º dicembre 1962) è un'ex sciatrice alpina austriaca.

## Biografia
Sciatrice polivalente originaria di Kaprun, la Krenn vinse la medaglia d'argento nello slalom gigante agli Europei juniores di Madonna di Campiglio 1980 e ottenne due piazzamenti in Coppa del Mondo, il 27 gennaio 1981 a Les Gets in combinata (15ª) e il 25 marzo dello stesso anno a Wangs-Pizol in slalom gigante (15ª). Non prese parte a rassegne olimpiche né ottenne piazzamenti ai Campionati mondiali.

## Palmarès

### Europei juniores
- 1 medaglia[1][2]:
  - 1 argento (slalom gigante a Madonna di Campiglio 1980)

### Coppa del Mondo
- Miglior piazzamento in classifica generale: 76ª nel 1981

### Campionati austriaci
- 1 medaglia[1]:
  - 1 bronzo (slalom gigante nel 1981)